# Лексс
«Лексс» (англ. «Lexx») — научно-фантастический телесериал о приключениях совершенно непохожих друг на друга личностей на космическом корабле «Лексс».
Страны-производители сериала — Канада и Германия при финансовом участии британского «Channel 5». Основным создателем «Лексса» является компания «Salter Street Films». Идея и сценарий принадлежат трём людям — Полу Доновану (англ. Paul Donovan), Лексу Гигероффу (англ. Lex Gigeroff) и Джеффри Хиршфилду (англ. Jeffrey Hirschfield), также известным как «Великие Бобы» (англ. The Supreme Beans).
Съёмки сериала в основном проходили в Галифаксе и Берлине, а также в Исландии, Бангкоке и Намибии.

## Описание
Космический корабль «Лексс» — «самое могущественное оружие разрушения в двух вселенных». Это огромный живой и разумный звездолёт, являющийся по своей сути насекомым: он очень похож на стрекозу как внешне, так и по физиологии (он боится паутин и пауков, если они имеют космические размеры). Он предназначен для разрушения планет одним мощным выстрелом, чтобы затем проглотить биологические остатки и использовать их как топливо. «Лексс» изначально был выращен для служения Его Божественной Тени, но позднее послужил для уничтожения учреждённого им «Священного Порядка».
Вселенная и сюжет сериала основаны на нескольких «законах», среди которых:
- время имеет начало и время имеет конец. Потом время начинается снова. Всё, что мы совершали в прошлых циклах времени, мы совершаем и в текущем, и будем совершать в следующих. Но это не означает абсолютный фатализм, поскольку наши действия и судьба могут отличаться от цикла к циклу (цикл длится около 14 миллиардов лет). И Оракулы Времени, обладающие способностью заглядывать в предыдущие циклы времени, могут лишь приблизительно обозначить наше будущее (по словам Пророчицы Времени в телесериале);
- существуют параллельные вселенные. По крайней мере их две — Вселенная Света и Вселенная Тьмы (в которой живём мы). Путешествие между ними не так уж сложно — достаточно взорвать чёрную дыру или собрать всю материю вселенной в одной точке, чтобы образовать Фрактальное Ядро — точку перехода между двумя Вселенными;
- в третьем сезоне было выявлено, что во Вселенной действует реинкарнация. Все люди, будучи умершими, вновь возвращаются в мир живых, но ничего не помнят из своей предыдущей жизни. Но в то же время внешне они напоминают «бывших» самих себя.

В открытии первого сезона Лексс кратко рассказывает о себе и своем экипаже:

Я — Лексс, самое могущественное оружие уничтожения в двух Вселенных. Меня вырастили на планетоиде Кластере, который управляется Его Божественной Тенью. Еда там была хорошая. Мой капитан — Стенли Твидл. Я для него взрываю планеты. Раньше Стенли был охранником четвёртого класса службы безопасности, до тех пор, пока не стал беглецом. Теперь он — мой капитан, потому что получил Ключ ко мне от еретиков, которые пытались украсть меня. Но увёл меня именно он. Стену помогла Зев Беллрингер. Её превратили в рабу любви, наказывая за невыполнение её супружеских обязанностей. Но всё пошло кувырком, и теперь она частично ящерица Кластера. Так что иногда она вовсе не милая леди. Голова робота 790 участвовал в её трансформации в рабу любви. Теперь он тоже член моей команды. Поскольку она раба любви, Зев любит мужчин. Кроме Стенли Твидла. Единственный другой мужчина у меня на борту — Кай, последний из Бруннен-Джи. Но он мёртв, так что не может осчастливить Зев. Две тысячи лет назад планета Кая была разрушена Его Тенью и весь его народ убит. Тело Кая оставили и использовали его как убийцу. Но к нему вернулась память от Священного Предка и он тоже стал членом моей команды. Оракул Времени предсказала, что Кай уничтожит Его Тень. Но это будет весьма трудно, поскольку у него кончается его протокровь и он должен почти всё время находиться в холодном ящике. Моя команда боится Его Тени, правителя Вселенной Света. Его Тень хочет, чтобы я вернулся, он также хочет, чтобы вернулись его Священные Предки, но больше всего он хочет, чтобы был уничтожен Кай, поскольку он боится Пророчества. Зев, Кай и Стен не хотят этого. Они провели меня сквозь Фрактальное Ядро во Вселенную Тьмы. И теперь мы ищем себе новый дом.

## Основные персонажи

### Стенли Твидл
Раньше Стенли Твидл был известен как еретик с Острал Б, младший помощник заместителя вспомогательного курьера и архипредатель, по вине которого было уничтожено 94 планеты с их 685-миллиардным населением. Стенли передали Его Божественной Тени, который не уничтожил его, а сделал охранником второго класса службы безопасности и осведомителем особой информации на Кластере. Позже Стенли был понижен до охранника четвёртого класса. Но через восемь с половиной лет Стенли стал беглым преступником и вместе с Зев Беллрингер с планеты БиТриКей и головой робота 790 угнал Лексс, случайно получив Ключ к нему от еретиков, которые хотели украсть Лексс. Теперь Стенли — капитан Лексса, самого могущественного оружия уничтожения в двух вселенных. Путешествуя на Лекссе вместе с Зев, Каем и 790, Стенли разрушит несколько планет, Вселенную Света, влюбится в женщину-растение Лаекку (которая признается, что Стен был для неё очень дорог), умрёт, попадёт в ад, воскреснет и переживёт множество других приключений.
Роль Стенли сыграл канадский актёр Брайан Дауни.

### Зев (Zev и Xev) Беллрингер
Зев Беллрингер (Zev) с планеты B3K (БиТриКей) — девушка, прибывшая на Кластер в качестве осуждённой за неисполнение обязанностей жены и публичное оскорбление мужа в храме. Суд приговаривает её к трансформации в рабу любви. Но в эту процедуру вмешалась ящерица Кластера, и Зев получила часть её генетического материала. Теперь она может проявлять силу и способности, не свойственные обычному человеку. Её роль играли: в 1-м и 2-м сезоне до перевоплощения Ева Хаберманн, далее Ксения Зееберг.

#### Лайекка
Лайекка — создание (растение), питающееся белком и принимающее облик рас, которыми питается, во избежание враждебности жертв. С её помощью Зев Беллрингер была оживлена после умерщвления плазмой во 2-м сезоне (3-я серия «Lyekk», в титрах стала называться не Zev, а Xev, что фонетически идентично, — её играет другая актриса, Ксения Зееберг). Во время очередного перелёта Лексс пролетает мимо очень странных клубней, один из них попадает на корабль, сканирует спящий экипаж. Стену снится кошмар про далёкие школьные (институтские) годы, неудачная попытка пригласить девушку на свидание оборачивается высмеиванием. Растение приобретает облик девушки из сна Стена — Лайекки. Очень привязана к Стену.

### Кай, последний изБруннен-Джи
Кай — последний представитель народа Бруннен-Джи, его предки когда-то победили в войне с насекомыми, и этим спасли человечество от уничтожения. Брунен-Джи были романтиками, певцами, поэтами и философами. После победы нашли способ вечной жизни, построили щит над своей планетой, чтоб отгородиться и защититься от всей вселенной, но это их не спасло и они были уничтожены Божественной Тенью. Кай был тем, кто призывал бороться, он вместе с откликнувшимися совершил смертный подвиг, напав на корабль Божественной Тени. Его Божественная Тень забрал память Кая, тело приказал декарбонизировать и использовать в качестве убийцы на службе у Его Тени. В течение 2000 лет Кая использовали в качестве Божественного убийцы, бесчувственного и безжалостногo, он лишился всего, что могло относиться к его личности. Позже его отправили на очередное задание — убить тех, кто пытается угнать Лексс, коими были Зев и Стен, но случилось так, что Кай вернул свою память от Священного Предка. Это дало ему возможность (относительную, исключительно с интеллектуальной точки зрения) принимать решения и другими способами проявлять свои личностные характеристики. Теперь он — один из членов экипажа Лекса. Роль Кая сыграл канадский актёр Майкл Макманус.

### 790
Робот-дрон под номером 790 — один из тех роботов, которые превращали женщин в рабынь любви. Органическое тело 790 было съедено ящерицей Кластера, а оставшаяся работоспособной механическая голова получила часть программы рабы любви, поэтому 790 влюбился в того, кого первым увидел после включения, — в Зев.

## Вымышленный мир сериала

### Вселенные

#### Вселенная Света
Первая из двух Вселенных, которые встречаются в сериале. По словам Его Божественной Тени, Вселенная Света, в отличие от Вселенной Тьмы, находится в полном порядке и гармонии. Однако это явное преувеличение и пропаганда, учитывая, что существенная часть её мироздания находится под гнетом тоталитарного режима, жестокого до инфернальной пародии. В физическом плане никакой качественной разницы со Вселенной Тьмы показано не было. В первом сезоне действие происходит поровну в двух вселенных, всё действие второго сезона — во Вселенной Света, заканчивается её гибелью, после чего действие окончательно переходит во Вселенную Тьмы.

#### Вселенная Тьмы
Согласно системе знаний, в которой воспитаны герои сериала, это полный антипод Вселенной Света — находится в вечном беспорядке и анархии. Именно тут находится Земля, Вода и Огонь. Здесь происходит действие 2-й и 3-й серии и далее всего 3-го и 4-го сезонов. Лексс и его пассажиры попадают в неё в бегстве, через фрактальное ядро, которое является порталом между двумя Вселенными. Также, при переходе он теряет часть памяти и получает возможность атаковать корабли Его Божественной Тени (чего изначально делать не мог).

### Планеты
- Кла́стер (англ. The Cluster) — столица Лиги 20 000 планет и резиденция Его Божественной Тени, находящаяся во Вселенной Света. Здесь был создан Лексс и Гигатень. Разрушена Лексом во время вылупления Гигатени.
- Бру́ннис (англ. Brunnis) — родная планета расы Бруннен-Джи, находящаяся во Вселенной Тьмы. Была покинута жителями, так как Солнце Брунниса перестало поддерживать жизнь на планете. Находящиеся на её орбите спутники-пульсаторы оказывают стабилизирующий эффект на Солнце, что не даёт ему стать сверхновой звездой. Погибла в результате взрыва сверхновой, после ошибки Стенли.
- Бру́ннис-2 (англ. Brunnis-2) — вторая родина расы Бруннен-Джи, на которой был рождён Кай, находится во Вселенной Света. Планета уничтожается Его Божественной Тенью в первых минутах сериала.
- Клаа́гия (англ. Klaagia) — «планета вторичных ресурсов», проще говоря, свалка. На момент прибытия Лексса уже давно была захвачена хищницей по имени Царица, которую оставили захватчики после конца оккупации. Она питается жидкостью, так называемой субстанцией, изготавливаемой из измельчённых фрагментов человеческих тел. Субстанцию поставляют ей паразитические черви, внедряющиеся в мозг людей и подчиняющие себе их тело и волю, после чего вся их деятельность сводится к добыче тел, производства из них субстанции и передача её Царице, которая живёт в Яме. Также ей служат девушки, которые заражают пришельцев паразитическими червями. Разрушена Лексом с целью санитарной обработки.
- Картошка Хо (англ. Potato Ho) — планета, своими нравами пародирующая штат Айдахо и в целом быт провинциальной Америки: население простоватое, отсталое, помешанное на фермерстве. На протяжении серии часто играет кантри. Картошка Хо запускает троих первых астронавтов в космос через облако, экранирующее сигналы из космоса, и они практически сразу встречают Лексс с его экипажем. Астронавты были съедены Лайеккой, из их белка она восстановила Зев, чтобы сделать Стена счастливым. Сама планета была уничтожена лапами Мантрида.
- Бинго-44 (англ. Bingo-44) — на орбите этой планеты подростки в корабле в форме американского школьного автобуса хотели попасть на вечеринку на планету Момо-13, но из-за ошибки проспали в криосне порядка 300 лет, пока их не разбудила Ксев. За это время их родная планета (в числе 94 прочих) была уничтожена Его Божественной Тенью вследствие утраты кода аминокислот в капсуле зуба Стенли Твидла.
- Нук (англ. Nook) — планета, полностью покрытая океаном и имеющая единственный остров. На острове в полной гармонии живут мужчины, называющие себя «братьями». На протяжении всей жизни они занимаются только тем, что познают природу, занимаются переписыванием древних книг и, самое главное, почитают «Отца Нука», который у них является чем-то вроде божества. Примечательно то, что никто из них не знает о существовании женщин. Но их гармоническую жизнь прерывает команда Лексса, а в особенности — Зев, которая не прочь поразвлечься с неприкосновенными мужчинами. Брат над братьями уничтожает планету Нук, запуская механизм саморазрушения планеты. Он мотивирует это тем, что нарушенную гармонию на планете уже не восстановить.
- Вермала (англ. Vermala) — родная планета клана Гуллинов. На планете много болот. Население почти полностью истреблено Его Божественной Тенью.
- Ру́ма (англ. Ruma) — планета, предназначенная для погребения тел, носивших сущность Его Божественной Тени. Обладает мощным излучением, поддерживающим тела в зомбированном состоянии. На Руме на момент событий серии живёт последняя семья из трех человек, ранее служители Тени, мечтающие выбраться любыми средствами. Планета странным образом действует на Кая, заставляя его вести себя неадекватно.
- Ого́нь (англ. Fire) — неблагоприятная планета, лишённая воды и естественной жизни. Огонь славится своим суровым климатом: планета полностью покрыта пустынями, также встречаются и моря лавы. Жители строят города на вершинах высоких башен с целью уберечься от смертоносной температуры воздуха на поверхности. Все люди населяющие Огонь — грешники и преступники, во главе которых стоит правитель по имени Принц. Уничтожена Лекссом с целью вернуть Стена к жизни. Вероятно, является аллю́зией на ад.
- Вода́ (англ. Water) — планета, абсолютно противоположная Огню: она покрыта водой и почти не имеет суши. Мягкий климат и атмосфера делают планету приятной для жизни. Является более материалистическим аналогом рая. Кажется, что жизнь на Воде предназначается только для красоты и удовольствия, но гармония всякий раз нарушается с приходом захватчиков с планеты Огня. Разрушена Лекссом непосредственно после разрушения планеты Огонь, под влиянием загадочной воли Принца. Обитатели планеты жили в плавучих городах, каждый из которых был уникален. В сериале показаны следующие из них:

1. Игроград, где люди проводят своё время за спортивными играми;
2. Трахоград (в оригинале — Бумгород), где каждый получает сексуальное удовлетворение круглые сутки;
3. Сад, славящийся своей красотой и плодородием.

- Земля (англ. Earth) — действие четвёртого сезона разворачивается на нашей планете в конце второго тысячелетия. В сериале Земля предстает пародией на саму себя: её правительство и СМИ совершенно безумны и некомпетентны, а население невежественно и безнравственно. Разрушена Лекссом по приказу безумного робота.

### Технологии
- Ключ (англ. The Key) — нематериальное, но живое идентификационное устройство, содержащее биологический программный код и дающее его обладателю возможность управлять Лекссом. Ключ передаётся в тело человека от предыдущего хозяина через ладонь. Единственным его обладателем должен был стать Его Божественная Тень, но еретики Астрал-Би украли Ключ с целью захватить Лексс. Позже случилось так, что Стенли Твидл случайно подставил свою ладонь под ладонь последнего погибающего еретика и получил Ключ. Ключ многократно «гулял по рукам», но наиболее продолжительное время им обладал Стенли Твидл.
- Протокровь (англ. Protoblood) — вещество, способное оживить мёртвое тело на определённый промежуток времени. Срок действия ограничен. Длительность эффекта зависит от дозы и от активности движений и нагрузок. Представляет собой густую бело-голубую жидкость. Для эффекта достаточно попадания капли протокрови на кожу объекта, допустимы так же другие парентеральные и энтеральные методы введения. Эту субстанцию вырабатывала и выделяла Гигатень. Необходима для поддержания «жизни» в Божественных убийцах и Божественных палачах. Её Зев собирает для Кая в эпизоде «4.0 Падение Гигантской Тени» (4 серия 1-го (пилотного) сезона сериала). С помощью этого вещества Кай может функционировать. Действие на живых не известно.
- Паракровь (англ. Parablood) — вещество, способное подчинить человека божественному палачу. Попадает в кровь человека посредством укуса в шею.
- Регенератор белка (англ. Protein Regenerator) — устройство, входящее в состав криогенной камеры. Способно лечить болезни и заживлять лёгкие раны.
- Ластикон (англ. Lusticon) — устройство, предназначенное для трансформации женщин в рабынь любви.
- Блэк Пак (англ. Black Pack) — стандартное оружие Лиги 20 000. Представляет собой устройство, выпускающее по области, плоские сгустки чистой энергии. Эффект: разрушение любых структур на основе углерода; в ослабленном режиме оружие может использоваться для парализации. Существует несколько вариаций данного вида оружия: ручной вариант внешне напоминает клешню, используемую преимущественно охранными дроидами на Кластере. Стационарное орудие по форме так же напоминающее клешню но больших размеров и имеющее кресло стрелка, используются для организации огневых точек и оснащения космических кораблей. Вероятнее всего продвинутым вариантом обладает Его Тень, способная выпускать плоские сгустки энергии используя для этого свой балахон.
- Коллайдер (англ. Collider) — ускоритель частиц, предназначен для определения массы Бозона Хиггса. В момент определения массы сжимает окружающее пространство в сверхплотную частицу. В последней серии 4 сезона уничтожил корабль пришельцев размером в две земные Луны.

### Космические корабли
Заметная доля кораблей вселенной Лексс, включая сам Лексс, были не собраны из деталей, а выращены как живые организмы. Лексс, мухи, Предвестник, Мегатень, истребители «Стрекоза», корабль Брайзона — эти корабли внешне напоминают насекомых или пауков.
Однако встречаются и классические корабли-механизмы — ими пользовались различные космонавты во 2-м сезоне. Также в 4-м заметную роль в сюжете играют обыкновенные шаттлы, а также корабль-ковчег Ноа.

## Список серий
«Лексс» состоит из четырёх сезонов. Премьера первого сезона состоялась 18 апреля 1997 года в Канаде. Первый сезон состоит из четырёх 90-минутных пилотных фильмов (также существует телеверсия сезона, показанная, в том числе, российскими телеканалами ТВ-6 и AXN-SciFi, в которой каждый из четырех фильмов разделен на два 45-минутных эпизода, итого 8 эпизодов). Все эпизоды остальных сезонов длятся по 45 минут. Всего был снят 61 эпизод.

## Саундтрек
Саундтрек для сериала был написан канадским композитором Марти Саймоном (англ. Marty Simon). Вскоре после выхода Лексса на телеэкраны был выпущен и первый компакт-диск с оригинальными композициями первого сезона под названием «Истории параллельной вселенной» (англ. Tales From A Parallel Universe).
С выходом на экраны второго и третьего сезонов появилось также и музыкальное продолжение — второй компакт-диск под названием Lexx, The Series. Кроме официального саундтрека существует и фанатская подборка песен из серии-мюзикла 2.18 «Представление» (англ. Brigadoom) и сборник The cluster of music.
| Композиции альбома «Tales From A Parallel Universe» | Композиции альбома «Tales From A Parallel Universe» | Композиции альбома «Tales From A Parallel Universe» |
| №                                                   | Название композиции                                 | Время                                               |
| --------------------------------------------------- | --------------------------------------------------- | --------------------------------------------------- |
| 1                                                   | «Cluster Anthem»                                    | 0:35                                                |
| 2                                                   | «Prisoner Transport»                                | 2:05                                                |
| 3                                                   | «Snake Chase»                                       | 3:28                                                |
| 4                                                   | «Welcome to the Darkzone»                           | 0:54                                                |
| 5                                                   | «Battle of the Universe»                            | 1:02                                                |
| 6                                                   | «Planet Cruise»                                     | 2:46                                                |
| 7                                                   | «Poetman»                                           | 3:50                                                |
| 8                                                   | «Cryo Chamber»                                      | 3:58                                                |
| 9                                                   | «Love Muscle»                                       | 1:51                                                |
| 10                                                  | «Gigashadow March»                                  | 2:57                                                |
| 11                                                  | «Yo-Way-Yo»                                         | 0:52                                                |
| 12                                                  | «The Lexx Escape»                                   | 2:30                                                |
| 13                                                  | «Zev’s Shower»                                      | 3:17                                                |
| 14                                                  | «Cleric Theme»                                      | 2:33                                                |
| 15                                                  | «Kai Collapse»                                      | 5:15                                                |
| 16                                                  | «Shadows and Prophets»                              | 8:55                                                |
| 17                                                  | «Feppo’s Party»                                     | 3:11                                                |
| 18                                                  | «Milk Fed Boys»                                     | 0:51                                                |
| 19                                                  | «Brunnis»                                           | 2:17                                                |
| 20                                                  | «Fantasy Dance»                                     | 2:15                                                |
| 21                                                  | «Moth Ride»                                         | 2:20                                                |

## Критика и отзывы
Журнал «Мир Фантастики» поставил «Лексс» на 4 место в списке «10 самых лучших космических кораблей».